# دارکوب پس‌سرزرد کوچک
دارکوب پس‌سرزرد کوچک یا زردقفای کهتر (نام علمی: Picus chlorolophus) نام یک گونه از زیرخانواده دارکوبیان است.